# 브라티슬라바성

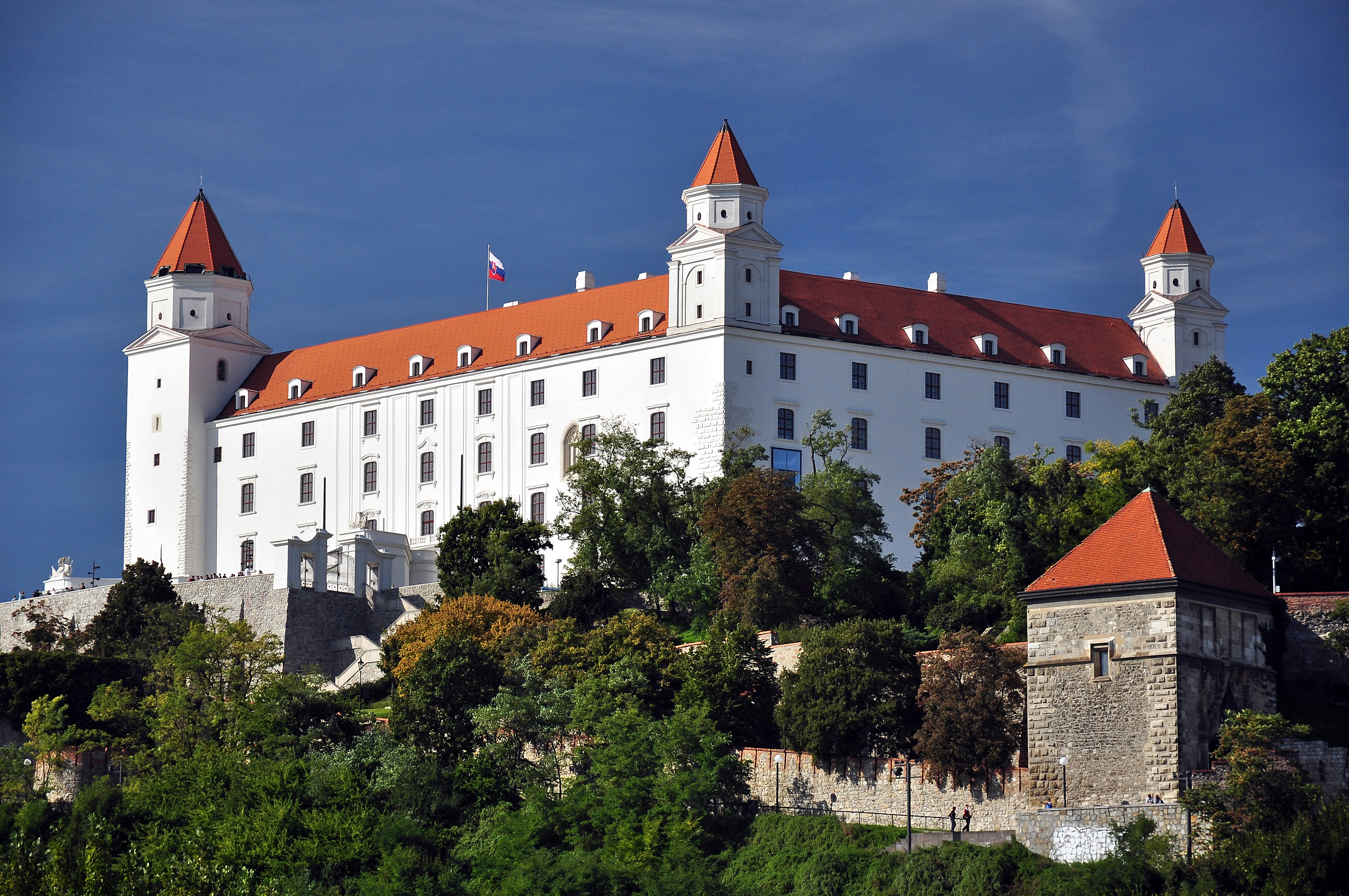
브라티슬라바성

브라티슬라바성(슬로바키아어: Bratislavský hrad 브라티슬라프스키 흐라트, 독일어: Pressburger Schloss 프레스부르거 슐로스[*], 헝가리어: Pozsonyi Vár 포조니 바르[*])은 슬로바키아의 수도인 브라티슬라바에 위치한 성이다. 소카르파티아산맥의 고립된 바위 언덕 위에 세워진 직사각형 모양의 성으로서 브라티슬라바 중심부에 위치한 도나우강과 접한다. 브라티슬라바에서 좋은 경치를 볼 수 있는 곳으로 여겨지고 있으며 맑은 날에는 오스트리아, 헝가리의 일부를 볼 수 있다.
9세기부터 18세기까지 대모라바 왕국, 헝가리 왕국, 합스부르크 군주국의 지배를 받던 동안에 건설되었으며 고딕 건축, 르네상스 건축, 바로크 건축이 혼합된 양식을 띠고 있다. 나폴레옹 전쟁 중이던 1809년에는 나폴레옹 보나파르트가 이끄는 군대에 의해 파괴되었고 1811년 5월 28일에 일어난 화재로 인해 소실되었다. 체코슬로바키아 시대였던 1956년부터 1964년까지 복원 공사가 진행되었다.